# 돌핀 테일 2
《돌핀 테일 2》(영어: Dolphin Tale 2)은 2014년 개봉한 미국의 가족 드라마 영화로, 《돌핀 테일》(2011)의 속편이다.

## 출연진
- 윈터
- 해리 코닉 주니어
- 애슐리 저드
- 크리스 크리스토퍼슨
- 네이선 갬블
- 코지 주얼스도프
- 모건 프리먼
- 베서니 해밀턴
- 오스틴 스토얼
- 줄리애나 하커비
- 오스틴 하이스미스
- 테일러 블랙웰
- 칼로스 고메즈
- 찰스 마틴 스미스

## 기타 제작진
- 미술: 마크 가너
- 세트: 제프리 스콧 테일러
- 의상: 호프 해너핀